# Islândia nos Jogos Olímpicos de Verão de 1908
Islândia participou dos Jogos Olímpicos de Verão de 1908, realizados em Londres, no Reino Unido. Foi a estreia do território em Jogos Olímpicos de Verão, já que tanto os historiadores olímpicos como o Comitê Olímpico Internacional tratam os resultados da Islândia separadamente dos da Dinamarca, apesar da sua falta de independência na época.

## Competidores
Esta foi a participação por modalidade nesta edição:
| Esporte | Masculino | Feminino | Total |
| ------- | --------- | -------- | ----- |
| Lutas   | 1         | 0        | 1     |
| Total   | 1         | 0        | 1     |

Além de Jóhannes Jósepsson, outros quatro competidores disputaram eventos de exibição de glíma, uma arte marcial nórdica, mas não são considerados competidores oficiais.

## Desempenho

### Lutas

#### Greco-romana
| Atleta             | Evento    | Primeira fase        | Oitavas              | Quartas              | Semifinais           | Final / DB           | Final / DB | Ref.  |
| Atleta             | Evento    | Adversário Resultado | Adversário Resultado | Adversário Resultado | Adversário Resultado | Adversário Resultado | Posição    | Ref.  |
| ------------------ | --------- | -------------------- | -------------------- | -------------------- | -------------------- | -------------------- | ---------- | ----- |
| Jóhannes Jósepsson | Até 73 kg | Bye                  | HUN M Orosz V        | SWE A Frank V        | SWE M Andersson D    | DEN A Andersen V     | 4          | [ 5 ] |